# Bod Péter Megyei Könyvtár

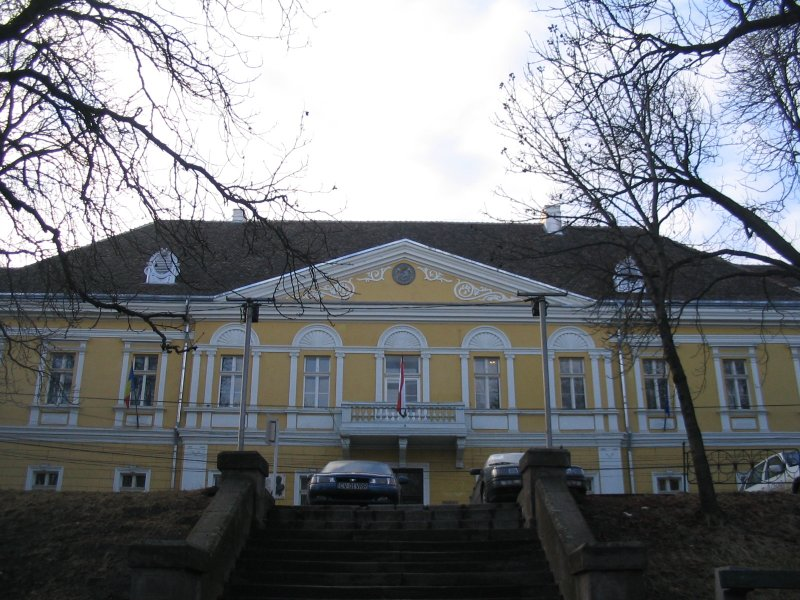
A könyvtár homlokzati látképe

A Bod Péter Megyei Könyvtár egy Sepsiszentgyörgyön található megyei könyvtár, amely egész Kovászna megyét hivatott kiszolgálni. Nevét a híres református lelkész, irodalomtörténészről Bod Péterről kapta.

## Története
A város 1948 előtt két jelentős könyvgyűjteménnyel rendelkezett, az egyik a Székely Nemzeti Múzeum könyvtára volt, 100.000 kötettel, a másik a Székely Mikó Kollégium könyvtára volt hozzávetőlegesen 30.000 könyvvel. A két világháború között működött egy Kaszinó Könyvtár és egy Ipartestületi Könyvtár, amelyek alapján jött létre a kettőt egybevonó Városi Könyvtár, amelyet 1974-ben megyei könyvtár rangjára emelték.

## Az épület
A könyvtár épülete a mai városközpontban van és 1832-ben épült. Előzőleg úgy a Székek Székházának, mint a Megyeházának is otthont adott az épület, de napjainkban 32 teremben működik a könyvtár.

## Szolgáltatások
- Internetes katalógus
- Tájékoztató részleg
  - Ingyenes internet használat
  - Beiratkozás
  - Bibliográfiák szerkesztése
  - Útmutató a könyvtári állományhoz
- Felnőtt kölcsönző
- Olvasóterem
- Gyerekrészleg
- Blog[2]

### Érdekességek
- Időseknek, mozgássérülteknek házhoz szállítják a kért könyveket.

### Internet
- A Bod Péter Megyei Könyvtár hivatalos honlapja
- A Bod Péter Megyei Könyvtár hivatalos blogja
- A Bod Péter Megyei Könyvtár Facebook oldala
- Hereditatum - online műemlék adatbázis

### Könyvek
- Demeter Lajos (összeáll.): Tékák az időben: Sepsiszentgyörgyi könyvtárak, a Kaszinótól a Bod Péter Megyei Könyvtárig, Sepsiszentgyörgy: Háromszék Vármegye kiadó, 2012 ISBN 9786069329092